# Simbologia vexilológica
Um símbolo vexilológico é utilizado em vexilologia para indicar certas características das bandeiras, especialmente com respeito a seu uso adequado. Os símbolos usados comumente correspondem aos símbolos internacionais de identificação de bandeiras, criados por Whitney Smith. A Assembleia Geral da Federação Internacional das Associações Vexilológicas (FIAV) criada em Boston, Massachusetts (EUA) em 1969, reconhece esse código de informação e recomenda seu uso a todas as organizações e indivíduos que integram a associação.

## Usos
Para indicar o uso das bandeiras, utiliza-se uma grelha especial composta de seis quadrados que podem ser marcadas . Esses pontos indicam seis tipos de usos para a bandeira, que podem combinar-se.
| Uso da bandeira | por indivíduos e instituições privadas   | por instituições governamentais não militares | por instituições militares                 |
| --------------- | ---------------------------------------- | --------------------------------------------- | ------------------------------------------ |
| em terra        | Bandeira civil (em inglês: civil flag)   | Bandeira estatal (em inglês: state flag)      | Bandeira de guerra (em inglês: war flag)   |
| no mar          | Pavilhão civil (em inglês: civil ensign) | Pavilhão estatal (em inglês: state ensign)    | Pavilhão de guerra (em inglês: war ensign) |

### Códigos de uso
| Código | Resultado | Designação                                                                      |
| ------ | --------- | ------------------------------------------------------------------------------- |
| 000000 |           | Bandeira sem atribuições                                                        |
| 000001 |           | Pavilhão de guerra (ou pavilhão naval)                                          |
| 000010 |           | Pavilhão estatal (ou pavilhão governamental)                                    |
| 000011 |           | Pavilhão estatal e de guerra                                                    |
| 000100 |           | Pavilhão civil (ou pavilhão mercante)                                           |
| 000101 |           | Pavilhão civil e de guerra                                                      |
| 000110 |           | Pavilhão civil e estatal                                                        |
| 000111 |           | Pavilhão civil, estatal e de guerra (ou pavilhão nacional)                      |
| 100000 |           | Bandeira civil                                                                  |
| 010000 |           | Bandeira estatal (ou bandeira governamental)                                    |
| 001000 |           | Bandeira de guerra (ou bandeira militar)                                        |
| 110000 |           | Bandeira civil e estatal                                                        |
| 111000 |           | Bandeira civil, estatal e de guerra (ou bandeira nacional)                      |
| 100100 |           | Pavilhão e bandeira civil                                                       |
| 010010 |           | Pavilhão e bandeira estatal (ou pavilhão e bandeira governamental)              |
| 101101 |           | Pavilhão e bandeira civil e de guerra                                           |
| 110100 |           | Pavilhão e bandeira civil e bandeira estatal                                    |
| 011100 |           | Pavilhão civil e bandeira estatal e de guerra                                   |
| 001001 |           | Pavilhão e bandeira de guerra                                                   |
| 111111 |           | Pavilhão e bandeira civil estatal e de guerra (ou pavilhão e bandeira nacional) |

## Ilustrações
Bandeira ilustrações costumam ilustrar pavilhões do ponto do observador de vista da esquerda para a direita, o ponto de vista conhecido como verso (ou "frente"), o outro lado é o reverso (ou "back"). Há algumas excepções, nomeadamente algumas bandeiras islâmicas inscrito em árabe, para que o reverso é definido como o lado com o guincho para a direita do observador.

### Símbolos vexilológicos
Um símbolo é usado em Vexilologia para indicar certas características das bandeiras nacionais, tais como quando eles são usados, quem os utiliza, e como eles se parecem. O conjunto de símbolos descritos neste artigo são conhecidos como símbolos internacionais de identificação de bandeiras, que foram criados por Whitney Smith. 
Variantes da bandeira nacional pelo uso
Alguns países utilizam um desenho único para servir de bandeira como a bandeira nacional em todos os contextos de uso, outros utilizam vários desenhos que servem de bandeira nacional, dependendo do contexto (quem é que usa o pavilhão nacional e onde). Os seis contextos básicos de utilização (e suas variantes possíveis de uma bandeira nacional) são: 
- bandeira civil - usada por cidadãos em terra.
- bandeira do estado - usada em edifícios públicos.
- bandeira de guerra - usada em edifícios militares.
- pavilhão civil - usado em embarcações particulares (embarcações de pesca, navios de cruzeiro, iates, etc.)
- pavilhão do estado - usado em embarcações do governo desarmado.
- pavilhão de guerra - usado em navios de guerra.

Na prática, um único desenho pode estar associado a vários usos como, por exemplo, servir a um duplo papel como bandeira de guerra e bandeira civil. Mesmo com essas combinações, este quadro não está completo: alguns países têm bandeiras especiais não expressáveis neste esquema, como pavilhões de força aérea (distintas das bandeiras de guerra ou pavilhões de guerra, ou como a bandeira nacional em bases aéreas, por exemplo, Royal Air Force Ensign) e pavilhões de aviação civil.

## Outros símbolos
Outros símbolos são usados para descrever como uma bandeira de olhares, como se ele tem um desenho diferente em cada lado, ou se ele está pendurado verticalmente, etc Estes são os símbolos de uso geral:

## Propriedades
Outros símbolos são utilizados para indicar outras características das bandeiras. 
|  | Bandeira normal ou bandeira de jure                     |
|  | Desenho proposto, nunca oficializado                    |
|  | Desenho reconstruído com base em observações anteriores |
|  | Vista do verso da bandeira                              |
|  | Desenho de uma variante aceite                          |
|  | Versão alternativa da bandeira                          |
|  | Bandeira de fato                                        |
|  | Desenhos distintos entre a frente e o verso da bandeira |
|  | Esta deve estar à direita do observador                 |
|  | Bandeira histórica, não oficial atualmente              |

## Em Unicode
Em abril de 2017, uma proposta preliminar para codificar os símbolos utilizados em vexilologia foi submetida ao Unicode Consortium.